# ألادار غيريفيتش
ألادار غيريفيتش (Aladár Gerevich) هو لاعب أولمبي لرياضة مبارزة سيف الشيش من المجر. شارك في الأولمبياد الصيفي في 1932–1960، وفاز بما مجموعه 10 ميدالية.

## الميداليات
| ذهب | فضة | برونز | المجموع |
| 7   | 1   | 2     | 10      |

## روابط خارجية
- ألادار غيريفيتش على موقع اللجنة الأولمبية الدولية (الإنجليزية)
- ألادار غيريفيتش على موقع أوليمبيديا (الإنجليزية)
- ألادار غيريفيتش على موقع اللجنة الأولمبية المجرية (الهنغارية)